# Wiwat Aspidistra
Wiwat Aspidistra (ang. Keep the Aspidistra Flying) – wydana w 1936 roku powieść George’a Orwella. Akcja rozgrywa się w latach 30. w Londynie. Głównym tematem książki jest romantyczna ambicja bohatera, który deklasuje się społecznie, porzuca świat pieniądza i prestiżu.